# Bent Exner
Bent Exner (geb. 12. November 1932 in Hald (Randers); gest. 23. August 2006 in Pandrup) war ein dänischer Goldschmied und Kirchenkünstler.

## Leben und Werk
Bent Exner wuchs als Sohn des evangelischen Propstes Johan Exner in Hald, nördlich der ostjütländischen Hafenstadt Randers auf. Sein Bruder war der dänische Architekt Johannes Exner (1926–2015).
Exner begann seine Laufbahn als Goldschmied mit der Herstellung von Ringen, Broschen und Anhängern. Bald bekam er Aufträge von der Kirche zur Altarausschmückung, für Kelche, Bilder und Altarkreuze. Von 1961 bis 1984 war er mit Helga Exner (geb. Menzel 1939) verheiratet und arbeitete mit ihr, die ebenfalls Goldschmiedin und Schmuckkünstlerin ist, in gemeinsamer Werkstatt. Das Paar hatte vier Töchter und einen Sohn. Bis zu seinem Tod lebte und arbeitete Exner in einem einsam gelegenen Landhaus in der Nähe von Pandrup. Dort baute er nach einem Entwurf seiner Nichte, der Architektin Karen Exner, einen Pavillon zur Ausstellung seiner Werke, der durch seine hohen Glasflächen die kunstvollen Ausstellungsstücke, hauptsächlich Schmuck, zur umgebenden rauen Natur in Kontrast setzt.

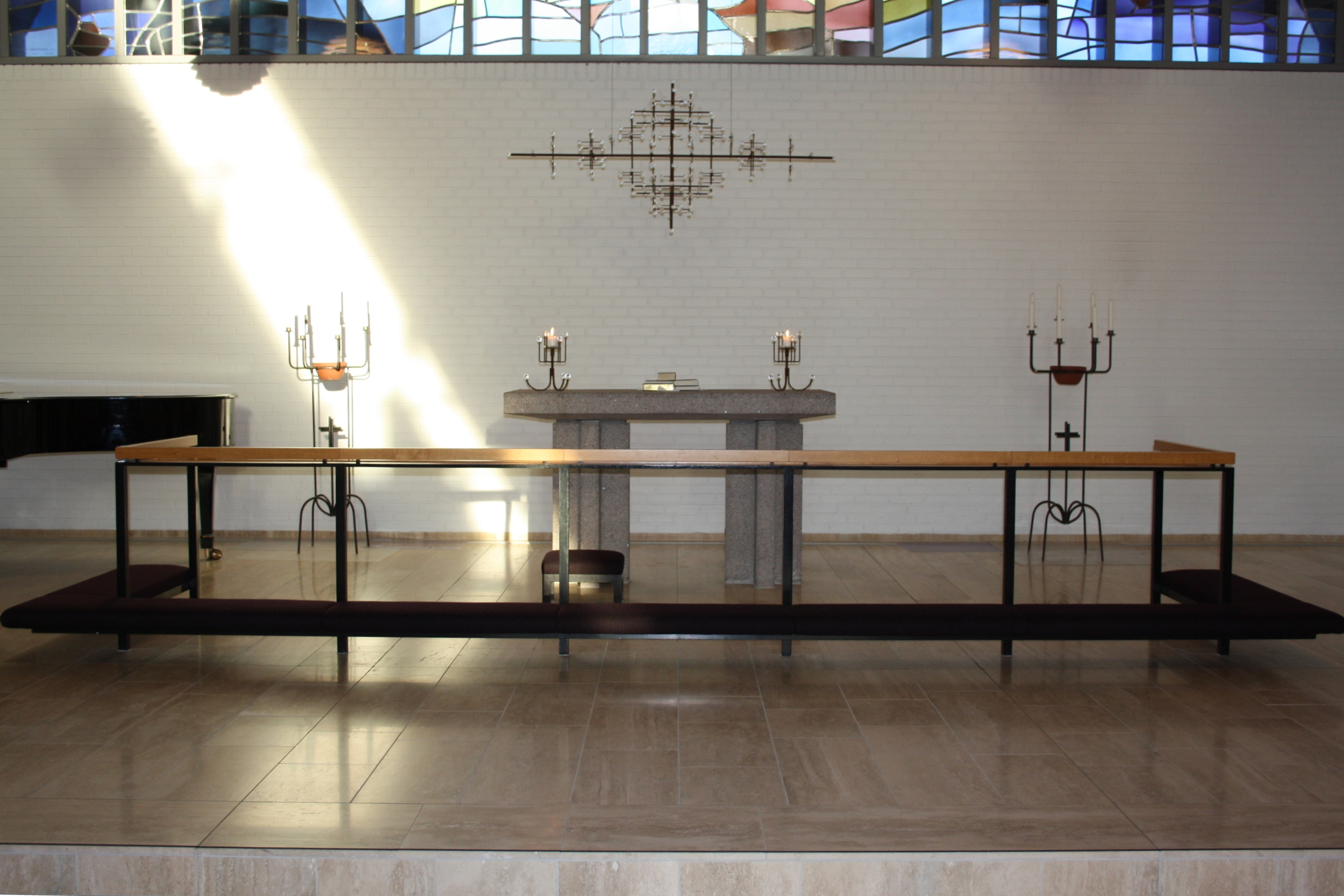
Altar Vestervang Kirche, Viborg

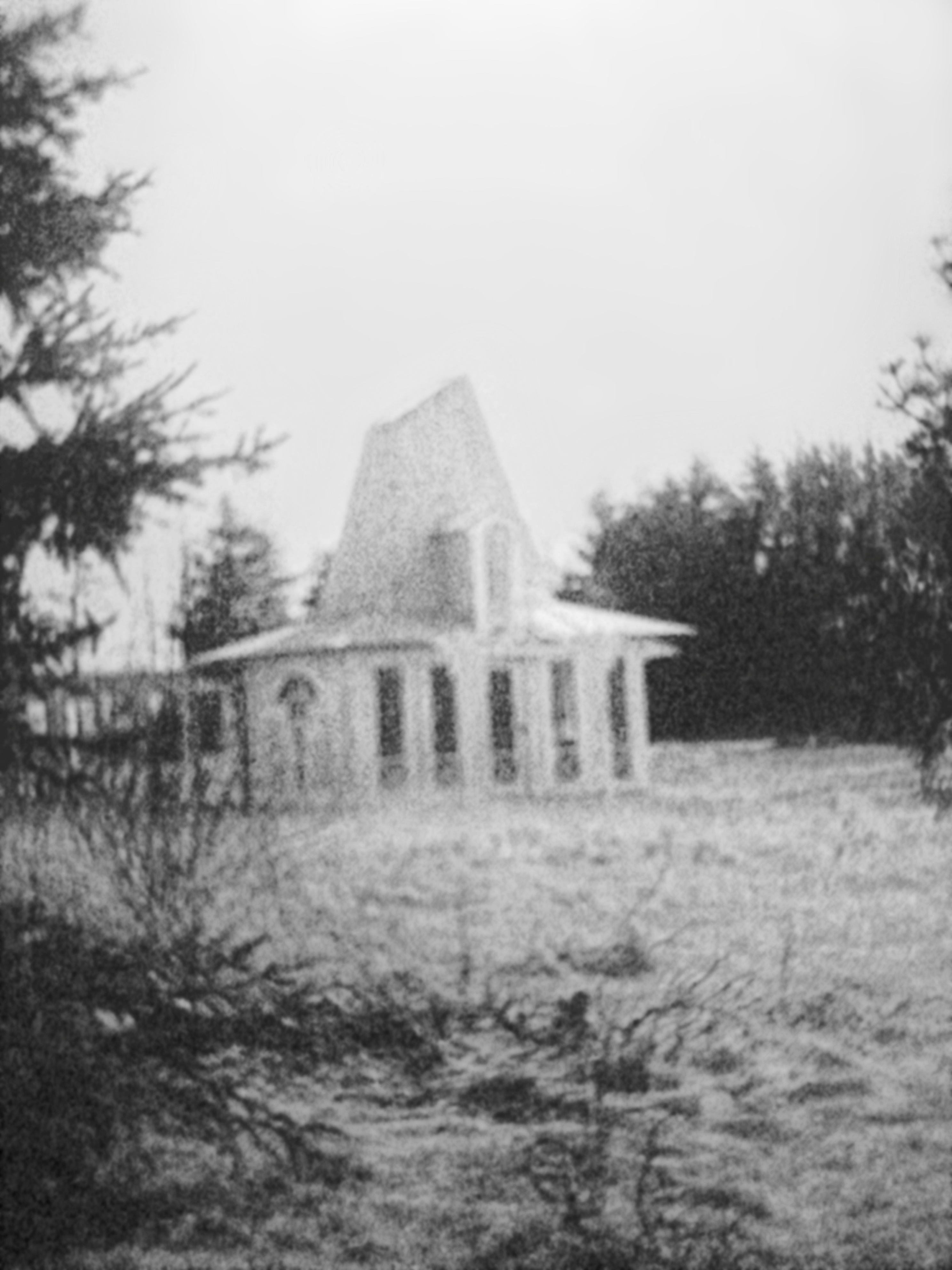
Der Pavillon in Pandrup

Bent Exner war einer der wenigen Künstler, der – trotz der gesundheitlichen Gefahren durch das Einatmen von Quecksilberdämpfen – aufgrund der besonderen technischen Möglichkeiten und künstlerischen Effekte zu Beginn seiner künstlerischen Tätigkeit noch mit der alten Technik der Feuervergoldung arbeitete, insbesondere für seine Kirchenkunstwerke.
Exner wandte seine Formensprache teilweise gleichermaßen auf die großformatigen Kirchenwerke wie auf Schmuckstücke an,  unterschied explizit nicht zwischen sakraler und profaner Kunst und betonte die Bedeutung des Handwerklichen für die Kunst. Ein Beispiel ist der 1967 entstandene Kreuzschmuck für die Kirche in Asø (Langeland), ein rot gefärbtes Quadrat mit feuervergoldeten Pailletten, dessen Form ein Jahr als Schmuckanhänger in Silber wieder auftaucht. Die Formenbildung des Schmuckstücks von Hals findet sich auch als Altarkreuz in der Nørrelandskirche in Holstebro und als 6 cm hoher Aufbau eines Ringes in 18-karätigem Gold. Exner verstand Schmuck, profanen wie sakralen, als „Vergegenständlichung der Festaussage“, die aus Freude und Dankbarkeit entsteht und diesem Ausdruck verleiht. Gold ermögliche diesen Ausdruck in besonderer Weise durch die Eigenschaften der Geschmeidigkeit, des Glanzes und der Widerstandsfähigkeit. Exner bezeichnete Handwerk eine „sichtbare Variante des Denkens“ und Denken als „Resultat der handwerklichen Tätigkeit.“
Zur Hochzeit des Kronprinzenpaares Frederik und Mary 2004 schuf Exner eine kostbare Kopie des Schreins von Frøslev aus dem 12. Jahrhundert, welcher 1872 in Frøslev gefunden worden war. Die Kopie war ein „Volksgeschenk“ von Sønderjylland, für das von einem Komitee rund 750.000 Kronen gesammelt wurden. Zu Ehren der Menschen, die für das Geschenk gespendet hatten, stellte Exner in der Folge elf Unikate als Anhänger nach Motiven des Schreins her.
Exner ist einer der bedeutendsten Goldschmiedekünstler Dänemarks, dessen Kirchenkunst in über 50 Kirchen Dänemarks zu sehen ist. Seit den 1970er Jahren fanden Ausstellungen seiner Werke in Japan, den Vereinigten Staaten und einigen europäischen Großstädten statt.